# Proguanil
Proguanil, hay còn được gọi là chlorguanide và chloroguanide, là một loại thuốc dùng để điều trị và phòng ngừa bệnh sốt rét..  Chúng thường được sử dụng phối hợp cùng với chloroquine hoặc atovaquone. Khi được sử dụng cùng với chloroquine, công thức phối hợp sẽ điều trị sốt rét kháng chloroquine nhẹ. Thuốc được dùng qua đường uống.
Các tác dụng phụ bao gồm tiêu chảy, táo bón, phát ban da, rụng tóc và ngứa. Vì bệnh sốt rét có xu hướng nặng hơn trong thai kỳ, lợi ích đem lại nếu sử dụng thuốc thường lớn hơn nguy cơ có thể có. Nếu được sử dụng trong khi mang thai, chúng nên được dùng cùng với folate. Thuốc có thể an toàn nếu sử dụng trong thời gian cho con bú. Proguanil được chuyển hóa bởi gan thành chất chuyển hóa có hoạt tính của nó, cycloguanil.
Proguanil đã được nghiên cứu ít nhất từ năm 1945. Nó nằm trong danh sách các thuốc thiết yếu của Tổ chức Y tế Thế giới, tức là nhóm các loại thuốc hiệu quả và an toàn nhất cần thiết trong một hệ thống y tế. Chi phí bán buôn ở các nước đang phát triển là khoảng 0,10 đến 0,50 USD mỗi ngày. Tại Hoa Kỳ và Canada, chúng chỉ có sẵn dạng kết hợp như atovaquone/proguanil.